# Don Cowie
Don Cowie (Inverness, 15 febbraio 1983) è un allenatore di calcio ed ex calciatore scozzese, di ruolo centrocampista, tecnico del Ross County.

## Carriera

### Giocatore

#### Club
Cresciuto nel vivaio del Ross County, Don Cowie debutta in prima squadra nel 2000. Resta al club di Dingwall per sette stagioni, totalizzando 176 presenze e 17 gol. Nel 2007 si trasferisce all’Inverness Caledonian Thistle, con cui disputa due stagioni nella massima serie scozzese, mettendosi in luce come centrocampista dinamico e realizzando 12 reti in 59 partite.
Nel gennaio 2009 si trasferisce in Inghilterra al Watford, dove disputa 88 partite e segna 10 gol in Championship. Nel 2011 firma per il Cardiff City, contribuendo alla promozione in Premier League nella stagione 2012-2013. Resta in Galles fino al 2014, collezionando 86 presenze e 6 reti.
Dal 2014 al 2016 gioca con il Wigan Athletic, prima di tornare in Scozia con gli Hearts, dove milita per due stagioni. Chiude la carriera nel 2020 tornando al Ross County, disputando altre 38 partite e segnando 2 gol.

#### Nazionale
Don Cowie ha debuttato con la nazionale scozzese il 10 ottobre 2009, in occasione della gara contro il Giappone. Tra il 2009 e il 2012 ha collezionato complessivamente 10 presenze, senza segnare reti.
Pur non essendo mai stato un titolare fisso, è stato convocato regolarmente durante il suo periodo con Watford e Cardiff City, apprezzato per la sua duttilità e l’affidabilità a centrocampo.

### Allenatore
Dopo il ritiro, entra nello staff tecnico del Ross County nel 2020 come vice allenatore. Nel 2023 viene promosso a tecnico ad interim della prima squadra, mantenendo il ruolo nella stagione successiva.

## Palmarès

### Club

#### Competizioni nazionali
- Scottish Challenge Cup: 2

Ross County: 2006-2007, 2018-2019
- Scottish Championship: 1

Ross County: 2018-2019